# Boianivka (Zaborol), Rivne
Boianivka (în ucraineană Боянівка) este un sat în comuna Zaborol din raionul Rivne, regiunea Rivne, Ucraina.

## Demografie
Componența lingvistică a localității Boianivka
     Ucraineană (98,2%)
     Rusă (1,8%)
Conform recensământului din 2001, majoritatea populației localității Boianivka era vorbitoare de ucraineană (98,2%), existând în minoritate și vorbitori de rusă (1,8%).